# Llista d'estacions de la Catalunya del Nord

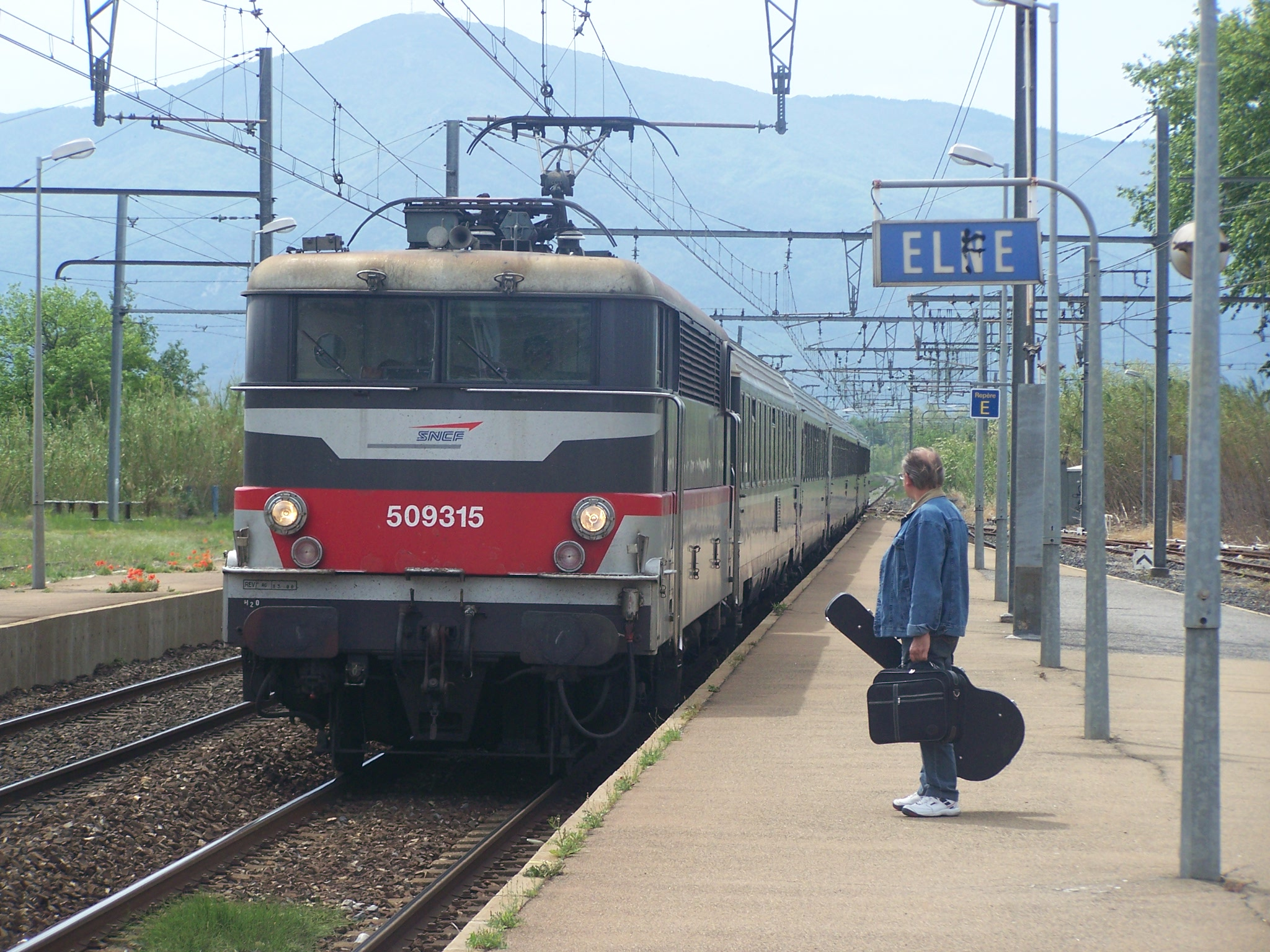
Tren a l'estació d'Elna

Aquesta llista d'estacions de la Catalunya del Nord té com a objectiu l'unificació del conjunt de les estacions ferroviàries, existents o que hagin existit, al departament dels Pirineus Orientals. És una llista alfabètica que comprèn dues classificacions: estacions en servei i, en itàlics, les estacions tancades o abandonades. Les principals estacions de les prefectures o sotsprefectures estan indicades en negreta.

## Estacions ferroviàries de les línies de la xarxa nacional

### Estacions obertes al trànsit dels viatgers
- Estació d'Argelers
- Estació de Banyuls de la Marenda
- Estació de Cases de Pena (tren turístic)
- Estació de Caudiers (tren turístic)
- Estació de Cervera de la Marenda
- Estació de Cotlliure
- Estació d'Elna
- Estació d'Espirà de l'Aglí (tren turístic)
- Estació d'Estagell (tren turístic)
- Estació d'Illa
- Estació de la Tor de Querol
- Estació de Marqueixanes
- Estació de Maurí (tren turístic)
- Estació de Millars
- Estació de Perpinyà
- Estació de Portè-Pimorent
- Estació de Portvendres
- Estació de Prada-Molig
- Estació de Rià
- Estació de Ribesaltes
- Estació de Sant Feliu d'Avall
- Estació de Sant Pau de Fenollet (tren turístic)
- Estació de Salses
- Estació del Soler
- Estació de Vilafranca-Vernet
- Estació de Vinçà

### Estacions tancades al trànsit dels viatgers: situades en una línia en servei
- Estació de Banyuls dels Aspres
- Estació de Bulaternera
- Estació del Voló (oberta al transport de mercaderies)
- Estació de Brullà
- Estació de Ceret
- Estació de Cornellà
- Estació de Domanova - Rodès
- Estació de Nefiac
- Estació d'Ortafà
- Estació de Palau del Vidre
- Estació de Polilles
- Estació del Racou
- Estació de Sant Joan de Pladecorts (oberta al transport de mercaderies)

### Estacions tancades al trànsit dels viatgers: situades en una línia tancada
- Estació dels Banys i Palaldà
- Estació d'Arles
- Estació de Baixàs
- Estació del Barcarès
- Estació de Bonpàs
- Estació de Cànoes
- Estació de Clairà
- Estació de Llupià-Terrats
- Estació de Perpinyà-Vernet
- Estació de Paretstortes
- Estació de Pià
- Estació de Pontellà
- Estació de Sant Hipòlit de la Salanca
- Estació de Sant Llorenç de la Salanca
- Estació de Tuïr
- Estació de Toluges

## Via estreta

### Estacions obertes al trànsit dels viatgers
- Estació dels Banys de Toès
- Estació de Bena-Feners
- Estació de Bolquera-Eina
- Estació d'Er
- Estació d'Estavar
- Estació de Fontpedrosa - Banys de Sant Tomàs
- Estació de Font-romeu, Odelló i Vià
- Estació de la Guingueta d'Ix
- Estació de Joncet
- Estació de Montlluís - la Cabanassa
- Estació de Nyer
- Estació d'Oleta-Canavelles
- Estació d'Oceja
- Estació de Planès
- Estació de Sallagosa
- Estació de Santa Llocaia
- Estació de Sautó
- Estació de Serdinyà
- Estació de Toès-Carançà
- Estació d'Ur - les Escaldes

### Estacions tancades al trànsit dels viatgers situades en una línia tancada
- Estació de Can Partera
- Estació de la Farga del Mig
- Estació de Manyaques
- Estació del Pas del Llop
- Estació de Puig Rodon
- Estació de Prats de Molló
- Estació de Sant Llorenç de Cerdans
- Estació del Tec

## Les línies ferroviàries

### En servei
- Línia de Perpinyà a Vilafranca de Conflent
- Línia de Cerdanya
- Línia de Portèth Sent Simon à Puigcerdà
- Línia de Narbona a Portbou
- Línia d'Elna a Arles (mercaderies, parcialment)
- Línia de Carcassona a Ribesaltes (tren turístic)

### En desús
- Línia de Perpinyà a Tuïr
- Línia de Pià a Baixàs
- Línia de Perpinyà al Barcarès
- Línia d'Arles a Prats de Molló